# Snět
Snět (en allemand : Sniet) est une commune du district de Benešov, dans la région de Bohême-Centrale, en République tchèque. Sa population s'élevait à 112 habitants en 2020.

## Géographie
Snět est bordée à l'est par le réservoir de Švihov (Vodní nádrž Švihov, sur la Želivka, et se trouve à 14 km au nord-ouest de Humpolec, à 43 km à l'est-sud-est de Benešov et à 76 km au sud-est de Prague.
La commune est limitée par Šetějovice au nord, par Horní Paseka à l'est, par Ježov au sud, par Píšť au sud-ouest, par Blažejovice à l'ouest et par Dolní Kralovice au nord-ouest.

## Histoire
La première mention écrite de la localité date de 1352.